# نظریه تعادل
در روانشناسی انگیزه، نظریه تعادل (به انگلیسی: Balance theory) نظریه تغییر نگرش است که توسط فریتز هایدر پیشنهاد شده‌است. این انگیزه انسجام شناختی را به عنوان انگیزه ای برای تعادل روانشناختی مفهوم سازی می‌کند. انگیزه قوام، تلاش برای حفظ ارزش‌ها و عقاید شخص در طول زمان است. هایدر اظهار داشت اگر روابط تأثیرگذاری در یک سیستم چند برابر شود تا نتیجه مثبتی حاصل شود، «احساسات» یا روابط دوستانه متعادل می‌شوند.
در مبحث تجزیه و تحلیل شبکه‌های اجتماعی، تئوری تعادل فرمت پیشنهادی توسط فرانک هری و دوروین کارترایت است. این نظریه قالب بحث سمپوزیوم کالج دارتموث در سپتامبر ۱۹۷۵ بود.

## مدل POX

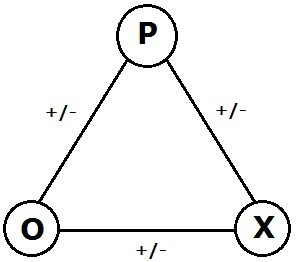
مدل POX هایدر

به عنوان مثال: شخص ({\displaystyle P}) دوست دارد ({\displaystyle +}) را و شخص دیگر ({\displaystyle O}) شخص با نگرش یکسان از طرف دیگری متعادل خواهد شد. از نظر نمادین ، {\displaystyle P(+)>O} و {\displaystyle P<(+)O} تعادل روانشناختی را نتیجه می‌دهد.
این مسئله می‌تواند همچنین موارد یا اشیاء (مثل {\displaystyle X}) را گسترش دهد، بنابراین روابط سه‌گانه را معرفی می‌کنیم. اگر شخصی {\displaystyle P} شی {\displaystyle X} را دوست دارد اما شخص {\displaystyle O} را دوست ندارد، {\displaystyle P} هنگام یادگیری اینکه شخص {\displaystyle O} شی {\displaystyle X} را ایجاد کرده چه احساسی می‌کند؟ این نماد به این صورت است:
- {\displaystyle P(+)>X}
- {\displaystyle P(-)>O}
- {\displaystyle O(+)>X}

تعادل شناختی هنگامی حاصل می‌شود که سه پیوند مثبت یا دو منفی با یک مثبت وجود داشته باشد. دو پیوند مثبت و یک منفی مانند مثال بالا عدم تعادل یا ناهماهنگی شناختی را ایجاد می‌کند.
ضرب علائم نشان می‌دهد که فرد در این رابطه عدم تعادل (یک محصول چند برابر کننده منفی) را درک می‌کند و برای اصلاح عدم تعادل به نوعی انگیزه خواهد یافت. شخص می‌تواند:
- تصمیم بگیرید که {\displaystyle O} آنقدر هم بد نیست،
- تصمیم بگیرید که {\displaystyle X} به بزرگی آنطور که در ابتدا بنظر می‌رسید نیست، یا
- نتیجه‌گیری کرد که {\displaystyle O} واقعاً نمی‌توانست {\displaystyle X} را تولید کند.

هر یک از این موارد منجر به تعادل روانشناختی خواهد شد، بنابراین معضل برطرف شده و محرک را برآورده می‌کند. (شخص {\displaystyle P} همچنین می‌تواند از شی جلوگیری کند {\displaystyle X} و شخص دیگر {\displaystyle O} به‌طور کامل، استرس ناشی از عدم تعادل روانی را کاهش می‌دهد)
برای پیش‌بینی نتیجه یک وضعیت با استفاده از تئوری تعادل هایدر، باید آثار کلیه نتایج احتمالی را وزن کنید، و یک مورد که به کمترین میزان تلاش نیاز دارد نتیجه احتمالی خواهد بود.
تعیین اینکه آیا سه‌گانه متعادل است ریاضی ساده است:
{\displaystyle +++=+} ؛ متعادل
{\displaystyle -+-=+} ؛ متعادل
{\displaystyle -++=-} ؛ نامتعادل.

## مثال‌ها
نظریه تعادل در بررسی چگونگی تأثیرگذاری مشهور بر نگرش مصرف‌کنندگان نسبت به محصولات مفید است. اگر شخصی از یک شخص مشهور خوشش بیاید و درک کند که: مشهور بودن کالایی را دوست دارد، می‌گوید شخص تمایل دارد محصول را بیشتر دوست داشته باشد تا به تعادل روانی برسد.
با این حال، اگر شخص قبلاً از اینکه محصول مشهور مورد تأیید قرار گرفته‌است، تمایلی نداشته باشد، ممکن است دوباره برای رسیدن به تعادل روانشناختی، از محبوبیت نامزدی شروع کند.

## نمودارهای امضا شده و شبکه‌های اجتماعی
فرانک هری و دوروین کارتروایت در یک نمودار امضا شده به سه‌گانه هایدر به عنوان ۳ چرخه نگاه کردند. علامت یک مسیر در یک نمودار محصول علائم لبه‌های آن است. آنها چرخه‌ها را در یک نمودار امضا شده را به نمایندگی از یک شبکه اجتماعی در نظر گرفتند.
نمودار امضا شده متعادل فقط چرخه علائم مثبت دارد.
هری ثابت کرد که یک نمودار متعادل قطبی است، یعنی در دو زیرگراف مثبت تجزیه می‌شود که توسط لبه‌های منفی به هم پیوسته‌اند.
به نفع رئالیسم، دیویس پیشنهاد داد که یک ملک ضعیف تر مطرح شود:
هیچ سیکلی دقیقاً یک لبه منفی ندارد.
نمودارهایی با این خاصیت ممکن است در بیش از دو زیرگراف مثبت به نام خوشه‌ها تجزیه شوند. : 179  این خاصیت بدیهیات خوشه بندی نامیده شده‌است. سپس نمودارهای متعادل با فرض نمودار بازیابی می‌شوند
بدیهی پارسیمونی: زیرگراف لبه‌های مثبت حداکثر دو مؤلفه دارد.
اهمیت نظریه تعادل برای پویایی اجتماعی توسط آناتول رپوپورت بیان شده‌است:
این فرضیه تقریباً حاکی از آن است که نگرش اعضای گروه تمایل به تغییر پیدا می‌کند به گونه ای که دوستان دوستان تمایل به تبدیل شدن به یکی از دوستان و دشمنان شخص دیگری نیز به عنوان یک دوست پیدا می‌کنند و دشمنان دشمنان و دشمنان دوستان تمایل پیدا می‌کنند. برای تبدیل شدن به دشمن شخص، و علاوه بر این، این تغییرات حتی در چندین حذف نیز انجام می‌شوند (دشمنان دشمن دوستان دوستان شخص با یک روند تکرار شونده دوست می‌شوند).
توجه داشته باشید که یک مثلث از سه دشمن متقابل باعث می‌شود یک نمودار خوشه ای شود اما یک متعادل نباشد. بنابراین، در یک شبکه خوشه ای نمی توان نتیجه گرفت که دشمن دشمن من دوست من است، اگرچه این دلهرهنگی یک واقعیت در یک شبکه متعادل است.

### نقد
کلود فلامن محدودیتی برای نظریه تعادل وضع شده توسط آشتی دادن روابط ضعیف با روابط نیروی قوی تر مانند اوراق قرضه خانوادگی بیان می‌کند:
ممکن است شخصی تصور کند که اگر بخواهیم میزان شدت روابط روابط بین فردی را در نظر بگیریم، یک نمودار جبری ارزشمند برای نشان دادن واقعیت روانی - اجتماعی لازم است. اما در حقیقت به نظر می‌رسد تعادل یک نمودار، نه به دلایل ریاضی، بلکه به دلایل روانشناختی، تعادل یک نمودار به سختی ممکن است. اگر رابطه AB +3 باشد، رابطه BC -4 است، رابطه AC چگونه باید باشد تا مثلث متعادل شود؟ فرضیه‌های روانی می‌خواهند، یا به عبارتی بیشمار هستند و کمی توجیه می‌شوند.
در کالوکیوم دانشکده دارتموث در ۱۹۷۵ در نظریه تعادل، بو اندرسون به قلب این مفهوم ضربه زد:
در تئوری نمودار، یک نظریه تعادل رسمی وجود دارد که شامل قضایایی است که از نظر تحلیلی درست هستند. این گفته که تعادل روانی هایدر را می‌توان در جنبه‌های اساسی خود با تفسیر مناسب از آن تئوری توازن رسمی بیان کرد، باید به عنوان یک مسئله ساز تلقی شود. ما نمی‌توانیم به‌طور معمول خطوط مثبت و منفی را در نظریه رسمی با «روابط احساساتی» مثبت و منفی مشخص کنیم و مفهوم تعادل رسمی را با ایده روانشناختی تعادل یا تنش ساختاری مشخص کنیم. . . این تعجب آور است که ساختار خوب روابط بین تعادل رسمی و روانی توسط نظریه پردازان تعادل مورد توجه کمی قرار گرفته‌است.